# Pinga
Pour les articles homonymes, voir Pinga (homonymie).
Pinga est une déesse majeure de la mythologie inuite, associée à la chasse, à la fertilité, à la médecineet au monde des esprits. Son nom est souvent interprété comme « celle qui est au courant de tout » ou "celle qui est en hauteur" reflétant son lien avec le ciel.

## Fonctions et attributs
Pinga est une divinité polyvalente occupant plusieurs rôles essentiels dans la cosmologie inuite :
- Déesse de la chasse : Elle veille sur les pratiques de chasse, notamment celles liées au caribou. Elle est perçue comme la gardienne des troupeaux, s'assurant que les humains ne prélèvent pas plus que nécessaire pour leur subsistance.
- Déesse de la fertilité et de la médecine : Pinga est invoquée pour favoriser la fécondité et la santé. Elle est associée aux savoirs médicinaux traditionnels, guidant les guérisseurs dans leurs pratiques.
- Psychopompe : Elle accompagne les âmes des défunts vers Adlivun, le monde souterrain, où elles séjournent avant une éventuelle réincarnation.

Les Angakkuit (chamans) jouent un rôle central dans la communication avec Pnga, sollicitant son aide pour la guérison, la chasse ou la guidance spirituelle.

## Rôle dans les communautés inuit caribou
Chez les Inuit Caribou (en), notamment les Kivallirmiut, Pinga occupe une place centrale :
- Autorité sur les troupeaux : Elle est considérée comme la propriétaire des caribous[2],[5]. Une chasse[6] excessive ou irrespectueuse pouvait provoquer sa colère, entraînant des conséquences néfastes pour la communauté.
- Régulation des pratiques de chasse : Des tabous et des rituels étaient observés pour honorer Pinga et garantir l'équilibre entre les besoins humains et la préservation des ressources naturelles.

## Relations avec d'autres divinités
La figure de Pinga présente des similitudes avec d'autres entités spirituelles :
Sila : Dans certaines traditions, Pinga est assimilée à Sila, l'esprit de l'air et du temps. D'autres communautés les distinguent clairement.
Mère caribou : Pinga est parfois identifiée à la "mère Caribou", une ancienne divinité représentant la source des caribous et la protectrice des animaux terrestres.

## Représentations et héritage contemporain
Bien que les représentations visuelles de Pinga soient rares, son influence perdure :
Rituels et offrandes : des cérémonies sont encore pratiquées pour honorer Pinga, notamment lors des saisons de chasse ou des événements marquants des la vie communautaires.
Art et culture : Pinga inspire des oeuvres artistiques contemporaines , symbolisant la connexion profonde entre les inuits, la nature et le monde spirituel.